# Benjamin Barbé
Pour les articles homonymes, voir Barbé.
Benjamin Barbé (1818-1893) est un écrivain et journaliste français, qui a participé à la Révolution de février 1848.

## Biographie
Il a signé la proclamation du Comité central républicain des élections d’Eure-et-Loir, en tant que candidat à la députation. Dans les années 1852-1856, il collabore à La Presse d’Émile de Girardin et assure le secrétariat de rédaction du Dictionnaire universel de Maurice Lachâtre. Il publie au Panthéon de la librairie ses deux premiers ouvrages : en 1858, Musaeus, Héro et Léandre, poème amoureux traduit librement en français et mot à mot en latin, et, en 1859, Infantulus ou l’enfant mort. Durant la fin de l’empire, il publie, chez d’autres éditeurs, L’enfant du lac et la fée du rêve, en 1862, et Alphabet de l’enfant Jésus, en 1866. Après la guerre de 1870 et la Commune, il se présente, en 1872, comme candidat bonapartiste au Conseil général au titre du canton de La Barthe (Hautes-Pyrénées). Il fit construire le Château Barbé à Capvern Les Bains (Hautes-Pyrénées).

## Œuvre
- Musaeus, Héro et Léandre, 1858.
- Infantulus ou l'Enfant mort, 1859 (réimprimé sous le titre L'inconsolée, Paris 1879).
- L'Enfant du lac et la Fée du rêve, impr. de Bonaventure et Ducessois, 1862.
- Alphabet de l'enfant Jésus, Lemoine, 1866.
- L'Inconsolée, préface d'Alexandre Dumas fils, Calmann Lévy, 1879.
- Tiphaine, préface d'Alexandre Dumas fils, Calmann Lévy, 1880.
- L'instruction popularisée par l'illustration. Mythologie grecque et romaine ou les Dieux de la Grèce et de Rome, 1853.

### Traduction au catalan
La Desconsolada, Barcelona, 1881-1883

### Traductions à l'espagnol
La inconsolable, Buenos Aires, 1879
La Desconsolada, Barcelona, 1883

### Traduction au judéo-espagnol
La Deskonsolada, Plovdiv 1898; Barcelona 2021